# Joseph Wenzel de Fürstenberg
Joseph Wenzel de Fürstenberg-Stühlingen (21 mars 1728 - 2 juin 1783) est un noble allemand et de 1762 à 1783, le sixième prince de Fürstenberg. 

## Biographie
Joseph Wenzel est le fils aîné du prince Joseph de Fürstenberg-Stühlingen et de Marie Anne von Waldstein. Il étudie à Strasbourg et à Leipzig. Il tente de développer l'éducation dans la principauté et introduit une chancellerie. L'enseignement est basé sur le système autrichien et un jésuite est à la tête du Donaueschingen Gymnase et, plus tard, les bénédictins de Franz Uebelacker prennent en charge de l'ensemble du système scolaire. Il fait écrire une histoire de la Maison de Fürstenberg.
Il met en place un zuchthaus à Hüfingen et arrête la politique d'industrialisation de son père car il voit l'industrie comme immorale. Il préfère l'artisanat, tel que l'horlogerie. En 1777, il crée une brigade de pompiers. Il est directeur du collège Souabe et en 1775, l'Empereur romain germanique le nomme major-général (avec son grade effectif à partir de 1765).
Il est aussi un amoureux de la musique et est un excellent violoncelliste. En 1762, il commence la construction d'une chapelle privée et attire un certain nombre de musiciens étrangers à Donaueschingen. En 1783, il nomme Franz Christoph Neubauer comme directeur musical. En 1766, Leopold Mozart et son fils Wolfgang Amadeus passent environ deux semaines à Donaueschingen, comme invités de Joseph Wenzel.

## Mariage et descendance
Le 9 juin 1748 Joseph Wenzel épouse Maria Josepha, comtesse de Waldbourg-Scheer-Trauchbourg, fille du comte Hans Ernst von Waldbourg-Scheer-Trauchbourg. Ils ont sept enfants:
- Joseph Marie de Fürstenberg
- Charles Joachim de Fürstenberg
- Johann Nepomuk Joseph (25 juillet 1755 - 6 octobre 1755)
- Maria Josepha Johanna (14 novembre 1756 - 2 octobre 1809) ∞ Phillip Maria von Fürstenberg-Pürglitz
- Maria Anna Josepha (4 avril 1759 - 26 juin 1759)
- Karl Alexander (11 septembre 1760 - 19 février 1761)
- Karl Egon (5 juin 1762 - 20 février 1771)